# 草津市立常盤小学校
草津市立常盤小学校（くさつしりつ ときわしょうがっこう）は、滋賀県草津市にある市立小学校。

## 沿革
- 1873年（明治6年）
  - 3月 - 穴村に滋賀県第29番学校が開校する。
  - 4月 - 済美学校に改称する[2]。
- 1874年（明治7年）
  - 4月 - 芦浦・下物の組合で修徳学校を設立する。
  - 5月 - 志那・志那中・下寺で惇信学校を設立する。
- 1883年（明治16年）2月 - 済美学校と惇信学校が合併し襲明学校となり、志那に分校を設置する。
- 1886年（明治19年）11月 - 学制改革（明治）により、襲明学校が尋常科立花小学校に、志那分校が簡易科志那小学校に、修徳学校が簡易科芦浦小学校にそれぞれ改称する。
- 1888年（明治21年）3月 - 尋常科立花小学校が尋常科志那小学校と改称、簡易科志那小学校は廃校となる。
- 1889年（明治22年）
  - 7月 - 簡易科芦浦小学校を併合する。
  - 8月 - 尋常科常盤小学校に改称する。
- 1892年（明治25年） - 常盤尋常小学校に改称する。
- 1897年（明治30年）4月 - 高等科を併置し、常盤尋常高等小学校に改称する。
- 1941年（昭和16年）4月1日 - 国民学校令により、常盤国民学校に改称する。
- 1947年（昭和22年）4月1日 - 学制改革（昭和）により、常盤村立常盤小学校に改称する。
- 1954年（昭和29年）10月15日 - 昭和の大合併による草津市[3]発足により、草津市立常盤小学校に改称する。
- 1971年（昭和46年）度 - 現校舎を建築する[4]。
- 2006年（平成18年）12月 - プールの部分改修工事を行う。
- 2007年（平成19年）
  - 10月 - 校舎外壁の修理工事を実施。同工事はクレーン車の転倒事故による被害箇所を修理するものであった。
  - 12月 - 前庭の舗装作業工事を実施。
- 2008年（平成20年）12月 - 前庭に太陽光発電ソーラーパネルを設置するため、同設置工事を実施する。
- 2010年（平成22年）8月 - 屋上断熱防水工事を実施。同年、地上デジタル放送アンテナを設置する。
- 2011年（平成23年）8月 - 各教室にエアコン設置工事を行う。
- 2012年（平成24年）10月 - 学校環境衛生コンクール小学校の部で優良校を受賞する。
- 2013年（平成25年）8月 - 大規模改修1期工事（校舎および運動場）を実施する（※同年9月まで）。同月、すべての普通教室に電子黒板を導入する。
- 2014年（平成26年）8月 - すべての普通教室にタブレットPCを導入する。
- 2015年（平成27年）10月 - 大規模改修2期工事（体育館棟）を実施する（※翌年2月まで）。
- 2017年（平成29年）
  - 4月 - ソフトバンクが「Pepper社会貢献プログラム」を実施する。なお、この取り組みは草津市内の他の公立小学校と草津市立老上中学校でも行われた[5]。
  - 9月 - 常盤まちづくりセンターの移設工事に伴い、遊具および池を移設する。同月、滋賀県交通安全優良校として「滋賀県知事表彰」を受ける。
  - 11月 - 草津市社会福祉協議会会長より表彰を受ける。
  - 12月 - 東京2020オリンピック・パラリンピック教育実施認定校の指定を受ける。
- 2018年（平成30年）
  - 10月 - 大規模改修3期工事（体育館棟内）を実施する。
  - 11月 - 滋賀県社会福祉協議会の会長から表彰を受ける。
- 2020年（令和2年）
  - 9月 - 全児童にタブレットPCを導入する。
  - 10月 - 滋賀県社会福祉協議会の会長から表彰を受ける。
- 2021年（令和3年）8月 - 給食配膳室にエアコンを設置する。
- 2022年（令和4年）4月 - 公益財団法人日本鳥類保護連盟会長賞を受賞する。

（学校の統廃合および2003年〈平成15年〉以降の出来事の出典〈注記が無いもの〉：）

## 基礎データ

### スローガン
- 校訓 - 自主・勤勉・敬愛[1]
- 教育目標 - やさしさと強さを持ち、人やふるさとを大切にする子どもの育成[1][7]

## 通学区域
- 草津市
  - 片岡町・下寺町・下物町・芦浦町・長束町・上寺町・穴村町・北大萱町・志那町・志那中町の全域[8]

## 主な進学先
- 草津市立新堂中学校[8]

## アクセス
- JR東海道本線・JR草津線草津駅
  - 同駅よりまめバス「常盤まちづくりセンター」停留所下車、徒歩約1分[9]。
  - 同駅より近江鉄道バス「穴村」停留所下車、徒歩約3分[9]。